# Кузбасская духовная семинария
Кузбасская православная духовная семинария (до 2012 года — Новокузнецкая православная духовная семинария) — высшее учебное заведение Кузбасской митрополии Русской православной церкви, готовящее священно- и церковнослужителей Русской православной церкви. Расположена в Новокузнецке.

## История
Кузбасская семинария была основана 23 октября 1994 года как единственное в Кузнецком крае духовное училище.
Учебное заведение открылось по благословению приснопамятного архиепископа Софрония (Будько), который стал её ректором. Огромную роль в основании училища сыграл протоиерей Александр Пивоваров — первый проректор духовной школы, на которого были возложены труды по её организации и материальному обеспечению
Первоначально духовное училище располагалось на первом этаже жилого дома в центре Новокузнецка по ул. Энтузиастов, д.19. В новоприобретенном здании, помимо мужских и женских жилых помещений, были устроены домовая церковь, библиотека, медкабинет и трапезная, здесь же проходили и учебные занятия.
Первые студенты пастырского отделения занимались по двухгодичной системе обучения, а воспитанницы регентского — по трехгодичной. Вскоре после увеличения количества студентов, для их проживания было приобретено несколько квартир в городе.

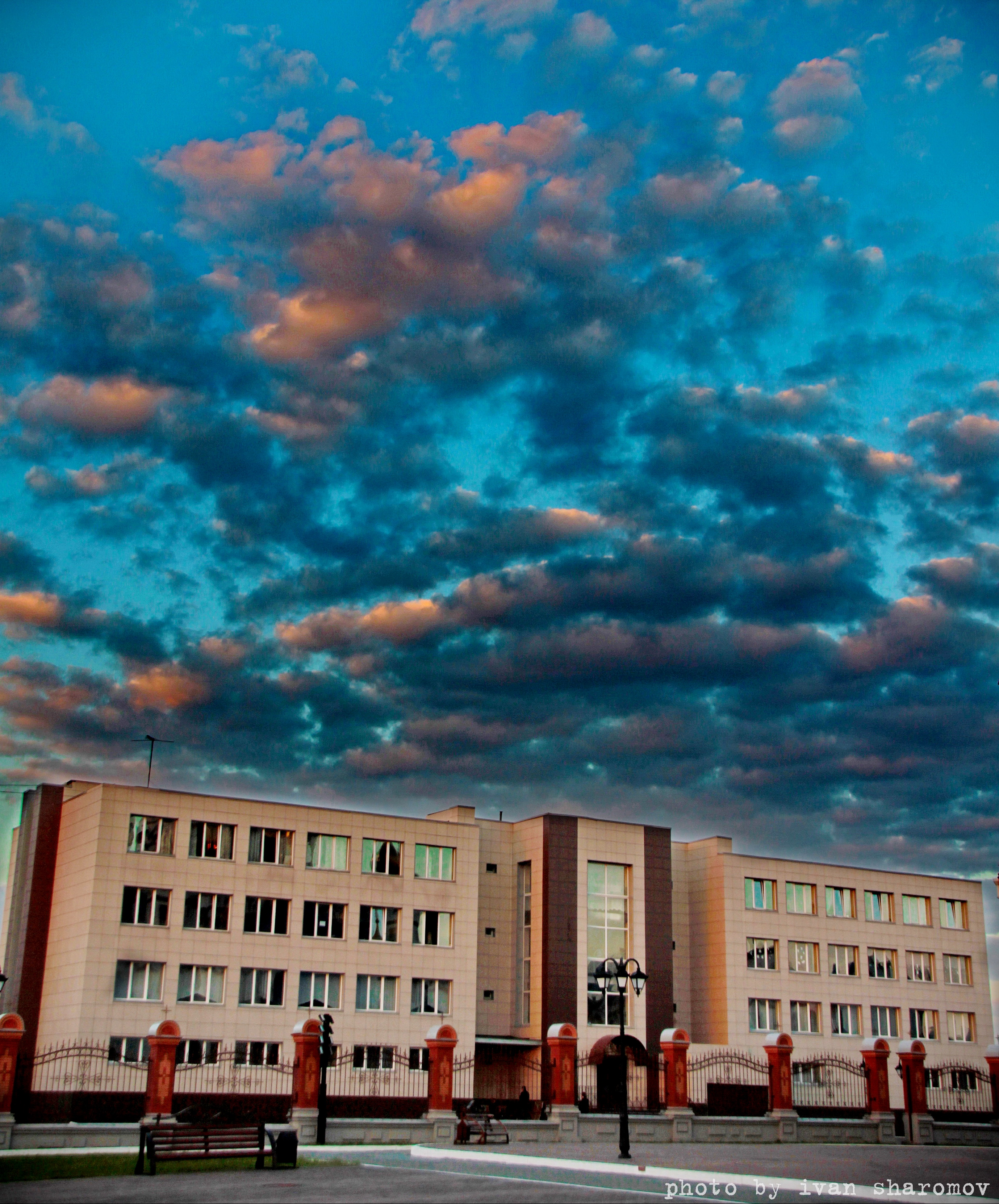
Старый корпус Кузбасской семинарии. 2015 г.

Учащиеся духовной школы проходили богослужебную практику по воскресным и праздничным дням в Спасо-Преображенском соборе Новокузнецка, а в будние дни — в семинарском храме в честь святых равноапостольных Кирилла и Мефодия, небесных покровителей духовной школы. Совместно с певцами собора из лучших певцов училища был организован сводный хор во главе с Ангелиной Александровной Толстокулаковой, который вел культурно-просветительскую деятельность, давая многочисленные концерты по разным городам Кемеровской области. Только за первые пять лет хор исполнил сотни концертов по всему Кузбассу.
В 2000 году из музыкально одаренных воспитанников училища был создан мужской хор, организатором и руководителем которого стал преподаватель училища священник Сергий Гудков. Учащиеся выступали на городских концертах и фестивалях в различных городах Кемеровской области и за её пределами — в Новосибирске, Барнауле, Томке, Тобольске, удостаиваясь множества почетных грамот, премий и благодарственных писем и постепенно завоевывая авторитет серьёзного духовного музыкального коллектива.
В 2000/2001 учебном году период обучения на пастырском отделении увеличился до трех лет, а в 2001/2002 — до четырёх. Училище росло стремительными темпами: количество студентов увеличивалось с каждым годом и стены духовной школы уже с трудом вмещали всех. Это явилось причиной переезда в 2003 году в отдельное четырёхэтажное здание по адресу ул. Зыряновская, д.97, где духовная школа располагается и по сей день.
На первом этаже нового здания, ещё прежде переезда, был устроен храм святых апостолов Петра и Павла, покровителей духовного училища, настоятелем которого в 2000 году стал священник Николай Бурдин, тогда же назначенный проректором училища. Также в 2000 году рядом с новым зданием началось строительство храма Рождества Христова, крупнейшего мемориала, созданного в память о 67 горняках, погибших на новокузнецкой шахте «Зыряновская».
В 2004 году ректор духовного училища архиепископ Софроний выступил на заседании Священного Синода с просьбой определить себе в помощь викарного епископа. 26 марта 2005 года состоялась хиротония проректора Сретенской семинарии игумена Амвросия (Ермакова) во епископа Прокопьевского, который в том же году принял бразды правления духовной школой.
17 июля 2006 года на Кузбасскую кафедру был избран епископ Аристарх (Смирнов), он же стал новым ректором училища. В 2007 году по инициативе Его Преосвященства на заседании Священного Синода от 27 марта Новокузнецкое духовное училище было преобразовано в Новокузнецкую православную духовную семинарию со статусом высшего учебного заведения Русской Православной Церкви.
В декабре 2009 года в Новокузнецкой семинарии было создано православное молодёжное движение «Призвание».
В 2012 году на должность первого проректора семинарии и настоятеля храма Рождества Христова был назначен кандидат богословия иерей Андрей Мояренко.
30 апреля 2012 года в НПДС была открыта творческая гостиная «Очаг». Её участники пишут стихи и прозу, устраивают поэтические мероприятия областного масштаба, посещают различные вузы и музеи, организуют различные творческие акции.
В октябре 2012 года в связи с преобразованием Кемеровской епархии в Кузбасскую митрополию Новокузнецкая духовная школа была переименована в Кузбасскую православную духовную семинарию.
22 ноября 2012 года согласно решению Ученого совета КПДС в семинарии было создано три кафедры: библейско-богословских, церковно-практических и общегуманитарных дисциплин.
23 августа 2012 года состоялось торжественное открытие храма Рождества Христова.

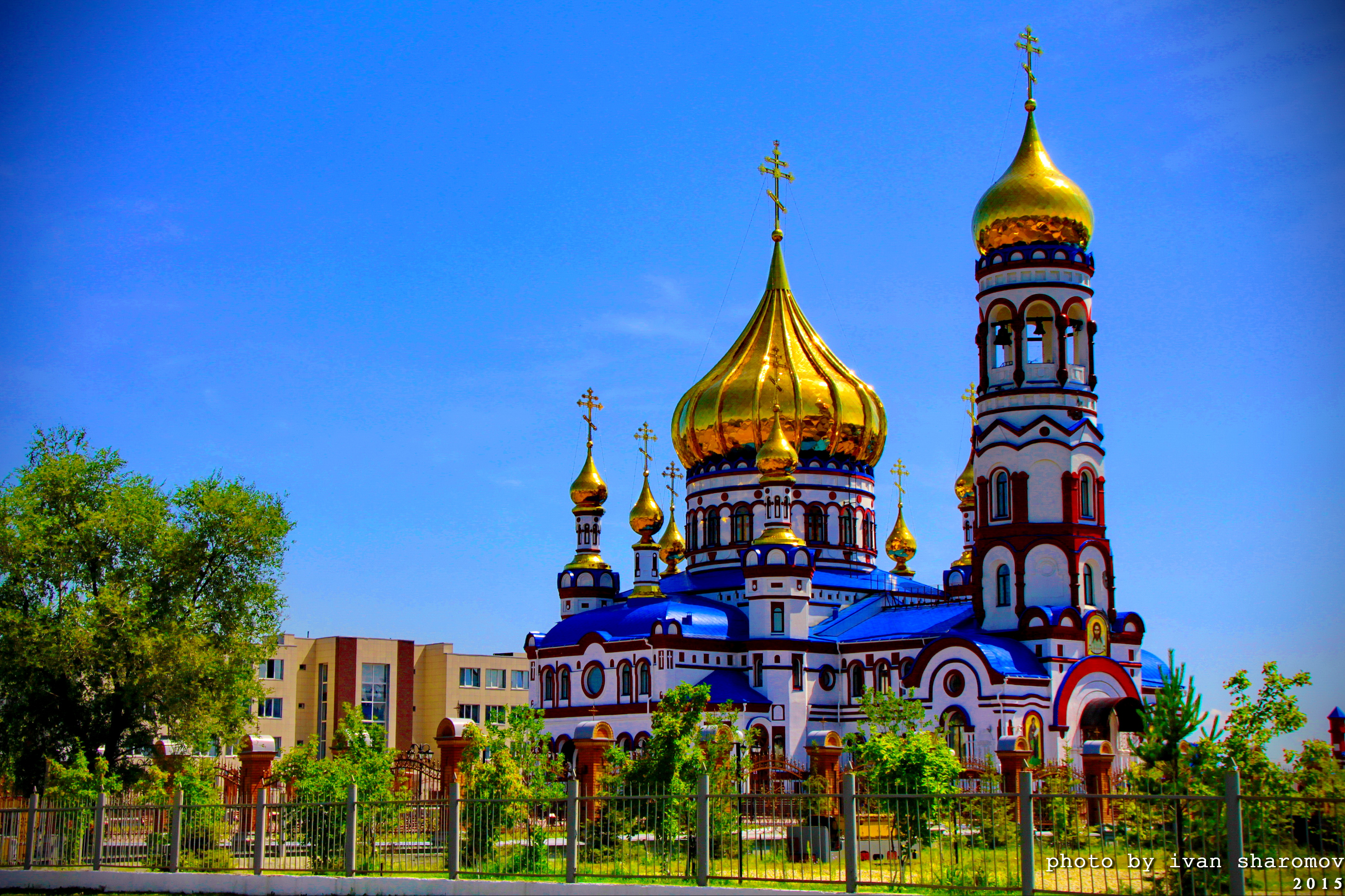
Собор Рождества Христова, г. Новокузнецк

25 августа 2013 года, в день празднования Собора Кемеровских святых, совпадающий с главным светским праздником Кузбасса — Днем шахтёра, Святейший Патриарх Московский и всея Руси Кирилл совершил чин великого освящения храма и нового здания семинарии. Тогда же Христорождественскому храму был присвоен статус собора.
Сегодня Кузбасская семинария — это высшее учебное заведение, техническое оснащение которого отвечает самым строгим требованиям современности.
В КПДС есть несколько компьютерных классов, сеть Wi-Fi, проекторы, аудиосистемы и другое необходимое для трансляции лекций и просмотра фильмов оборудование, современные системы кондиционирования, трапезная с новейшим оборудованием и многое другое. На уроках журналистики студенты обучаются фото- и видеосъемке, работе с видео- и аудиоматериалом.
Учебный классы и классы индивидуальных занятий оснащены пианино, а большом актовом зале духовной школы стоит рояль. Почти ежедневно профессионалы своего дела проводят в Кузбасской семинарии занятия по вокалу, как индивидуальные, так и коллективные. Хор КПДС записывает диски с православными песнопениями, в том числе авторскими произведениями преподавателей духовной школы.
Студенты имеют возможность проводить свой досуг в семинарском спортзале. Кроме того, учащиеся посещают бассейн, играют в футбол, баскетбол, волейбол и прочие виды спорта, что нередко делает представителей семинарии призёрами различных соревнований.
Творчество семинаристов уже не раз завоевывало сердца слушателей из Новокузнецка и других городов Сибири. Ежегодно в Кузбасской семинарии проводится множество чтений, вечеров памяти, поэтических встреч, где присутствуют самые известные сибирские поэты, некоторые из них остаются в КПДС ради общения с будущими священно- и церковнослужителями. Все это создает отличную базу для творческого развития и самореализации семинаристов.
Научная деятельность учащихся также разнообразна. Семинария проводит конференции по актуальным проблемам религиозного просвещения жителей региона, вопросам духовно-нравственного развития личности, роли и места религии в современном мире, а также ежегодные научные форумы, посвященные памяти святых новомучеников и исповедников XX века, творчеству Ф. М. Достоевского, а также темам, приуроченным к особым датам в жизни Церкви и Отечества.
Несколько раз в год студенты семинарии отправляются на научные конференции в Москву, Санкт-Петербург и Киев, участвуют в видеоконференциях, представляют свои работы на суд преподавателей и студентов учебных заведений Кемеровской области. Кузбасская семинария организует круглые столы и семинары, предоставляет свои площадки для различных мероприятий, участие в которых принимают представители вузов со всей Сибири.
Работу студентов в научной области курируют доктора и кандидаты как богословских, так и светских наук. Кроме того, ежегодно студенты семинарии встречаются с зарубежными профессорами, известными русскими богословами и светскими учеными.
Сейчас в Кузбасской семинарии открывается иконописная мастерская, что в свою очередь дает студентам возможность заняться иконописью и глубже почерпнуть знания об этом предмете.
Студенческое братство КПДС представляет собой большую и крепкую семью, члены которой посещают хоспис, больницы, детские дома, дома сирот и инвалидов, работают на телефоне доверия, помогают одиноким прихожанам.
Пастырское отделение КПДС, занимаясь подготовкой священно- и церковнослужителей, предоставляет студентам опытных духовных наставников, известных священников и одаренных руководителей.
Регентское отделение также создает все условия для плодотворной деятельности на ниве церковного пения: возможность учиться у профессионалов, пение в церковном хоре, опыт регентства, участие в концертах на лучших площадках Кузбасса..
27 декабря 2024 года митрополит Аристарх (Смирнов) освобождён от должности ректора семинарии, новым ректором назначен иерей Андрей Мояренко, занимавший должность первого проректора.

## Отделения семинарии
- Пастырское (ведёт подготовку кандидатов в священнослужители)
- Регентско-хоровое (готовит регентов и псаломщиков для церковных хоров)
- Сектор заочного обучения для повышения уровня образования священнослужителей. Находится в Кемерово.

## Кафедры
- кафедра библейско-богословских дисциплин
- кафедра церковно-практических дисциплин
- кафедра общегуманитарных дисциплин